# Виторину-Фрейри

Виторину-Фрейри на карте штата.

Виторину-Фрейри (порт. Vitorino Freire) — муниципалитет в Бразилии, входит в штат Мараньян. Составная часть мезорегиона Запад штата Мараньян. Входит в экономико-статистический микрорегион Пиндаре. Население составляет 31 658 человек на 2010 год. Занимает площадь 1193,385 км². Плотность населения — 26,53 чел./км².
Праздник города — 25 сентября.

## Демография
Согласно сведениям, собранным в ходе переписи 2010 г. Национальным институтом географии и статистики (IBGE), население муниципалитета составляет:
| Полное население                               | Полное население                               | Полное население                               | Полное население                               | 31 658 |
| ---------------------------------------------- | ---------------------------------------------- | ---------------------------------------------- | ---------------------------------------------- | ------ |
| в том числе:                                   | Городское население                            | 16 176                                         | Процент городского населения, %                | 51,10  |
|                                                | Сельское население                             | 15 482                                         | Процент сельского населения, %                 | 48,90  |
|                                                | Мужское население                              | 15 721                                         | Процент мужского населения, %                  | 49,66  |
|                                                | Женское население                              | 15 937                                         | Процент женского населения, %                  | 50,34  |
| Плотность населения, чел/км²                   | Плотность населения, чел/км²                   | Плотность населения, чел/км²                   | Плотность населения, чел/км²                   | 26,53  |
| Население муниципалитета в % к населению штата | Население муниципалитета в % к населению штата | Население муниципалитета в % к населению штата | Население муниципалитета в % к населению штата | 0,48   |

По данным оценки 2016 года, население муниципалитета составляет 30 917 жителей.

## История
Город основан в 1952 году.

## Статистика
- Валовой внутренний продукт на 2003 год составляет 44 411 731,00 реалов (данные: Бразильский институт географии и статистики).
- Валовой внутренний продукт на душу населения на 2003 год составляет 1518,51 реалов (данные: Бразильский институт географии и статистики).
- Индекс развития человеческого потенциала на 2000 год составляет 0,594 (данные: Программа развития ООН).